# Cuneo (fisica)

La forza verticale esercitata sul cuneo produce una spinta orizzontale in entrambe le direzioni

Il cuneo è una macchina meccanica semplice, applicazione pratica del principio del piano inclinato, usata per separare due oggetti o parti di un oggetto, amplificando la forza applicata trasversalmente al senso del moto di separazione.
I cunei sono impiegati nella tecnica per muovere o sollevare oggetti, bloccare parti in posizione, aprire una via in un materiale solido. Esempi di quest'ultimo caso sono la punta del chiodo e l'ascia per spaccare la legna.
I cunei aumentano la forza e stanno alla base dell'idea di tutti gli attrezzi da taglio e per perforare, come i coltelli, gli aghi, gli scalpelli, i chiodi, i bulloni e gli spilli. Tutte cose che dividono la carta, il legno o il tessuto penetrando negli stessi in seguito a pressione o spinta.
Il cuneo è usato nella maggior parte delle volte come fulcro di una leva.